# Антоненко, Александр Сергеевич
Алекса́ндр Серге́евич Анто́ненко (укр. Олександр Сергійович Антоненко; род. 29 декабря 1978, Коростень, Житомирская область) — украинский футболист, нападающий.

## Биография
Начал профессиональную карьеру в клубе «Бумажник». Позже перешёл в клуб «Система-Борэкс» (Бородянка). В сезоне 2001/02 вместе с командой стал победителем Второй лиги, а также стал лучшим бомбардиром в группе «Б» забив 17 мячей. В апреле 2003 года провёл один матч за «Систему-КХП» из посёлка Черняхов. В начале 2004 года перешёл в мариупольский «Ильичёвец». В основной состав не проходил и выступал за «Ильичёвец-2» и дубль. В сезоне 2005/06 стал лучшим бомбардиром молодёжного чемпионата Украины забил 20 мячей в 25 матчах.
В январе 2007 года перешёл в киевскую «Оболонь». В команде дебютировал 20 марта 2007 года в матче против луцкой «Волыни» (2:1). В сезоне 2008/09 помог выйти «пивоварам» в Премьер-лигу. В начале 2010 года руководство клуба не стало продлевать контракт с Антоненко и он покинул команду.

## Достижения
- Серебряный призёр Первой лиги Украины: 2008/09
- Бронзовый призёр Первой лиги Украины (2): 2006/07, 2007/08
- Победитель Второй лиги Украины: 2001/02
- Серебряный призёр Второй лиги Украины: 2000/01